# 自己育児
自己育児（じこいくじ、Self-parenting、自己子育て、セルフ・ペアレンティング）は、人の心の中で会話する2つの声の特徴的な相互作用を説明するパラダイム（考え方）である 。

## 解説
自己育児の考え方は、「心」は大脳半球の2つの部分によって生成される2つの声の間の会話の形で作られるというもの。一つは左脳で表される「内なる親」の声であり、もう一つは右脳で表される「内なる子供」の声である。 二つの声の間で行われる「内なる会話」の方法と質は、自己育児として説明される。 内なる親は、内なる会話の中で内なる子供を育てている  。
異なる視点から自己育児を見るもう一つの方法は、まず、通常、自身の内面の問題に対処することに関しては、強くないということを理解することである。彼らは通常、肯定的なフィードバックを与え、特定の戦略で彼らを導き、何よりも障害を克服するように支援するメンターが必要である。現実の問題に直面した際、しばしば周囲の特定の人々に過度に依存してしまう傾向がある
自己子育てスタイルの質は、子どもの頃に受けた特定の子育てスタイルとよく似ていると言われている。